# Список депутатов Верховного Совета Казахской ССР X созыва
Депутаты Верховного Совета Казахской ССР X созыва (1980—1985). Избраны на выборах Верховного Совета Казахской ССР 1980 года. Был избран 24 февраля 1980 года и функционировал до ? 1985 года.

## Город Алма-Ата
1. Абдрашитов, Хаким Шакирович, заведующий общим отделом ЦК Компартии Казахстана. Дзержинский округ.
2. Аманкулова, Мейрамкуль Усенбековна, студентка энергетического института. Вузовский округ
3. Беркимбаева, Шамша Копбаевна, первый секретарь Советского райкома Компартии Казахской ССР. Советский округ.
4. Булынин, Иван Анисимович, токарь машиностроительного завода им. С. М. Кирова. Промышленный округ.
5. Буранбаев, Ербай, начальник Алма-Атинской железной дороги. Привокзальный округ.
6. Давлетова, Людмила Ельматовна, директор производственного швейного объединения имени 1 Мая. Ленинский округ.
7. Джолдасбеков, Умирбек Арисланович, ректор Казахского государственного университета им. С. М. Кирова. Коммунистический округ.
8. Жакупов, Ануар Камзинович, председатель исполкома Алма-Атинского городского Совета народных депутатов. Майский округ.
9. Забудская, Галина Александровна, скорняк-раскройщик Алма-Атинского мехового комбината им. 50-летия СССР. Джетысуский округ.
10. Кабулбеков, Мэлс Габитович, заведующий отделом зарубежных связей ЦК-Компартии Казахстана. Комсомольский округ.
11. Кадыржанов, Эркин Камалович, директор Алма-Атинского электротехнического завода. Железнодорожный округ.
12. Казыбаев, Какимжан Казыбаевич, директор информационно го агентства при Совете Министров Казахской ССР. Калининский округ.
13. Кунантаева, Куляш, ректор Казахского государственного женского педагогического института. Кировский округ.
14. Леонтенко, Анна Николаевна, портная ателье № 3 фирмы индивидуального пошива и ремонта одежды «Казахстан». Абайский округ.
15. Литвинов, Юрий Григорьевич, бригадир комплексной бригады цеха № 5 Алма-Атинского домостроительного комбината. Джандосовский округ.
16. Литвинова, Наталья Александровна, ткачиха Алма-Атинской ковровой фабрики им. В. В. Николаевой-Терешковой. Заводской округ.
17. Мамбетов, Азербайжан, заместитель председателя Государственного комитета Казахской ССР по кинематографии, директор киностудии «Казахфильм» Орджоникидзевский округ.
18. Мусрепов, Габит Махмудович, писатель. Гагаринский округ.
19. Мухамед-Рахимов, Тауфик Галеевич, первый секретарь Алма-Атинского горкома Компартии Казахстана. Ауэзовский округ.
20. Нурпеисов, Абдижамил Каримович, писатель. Панфиловский округ.
21. Осипова, Юлия Петровна, бригадир литейщиков Алма-Атинского производственного объединения по переработке пластмасс «Кзыл ту». Тастакский округ.
22. Попков, Михаил Данилович, член Военного совета, начальник Политуправления Краснознаменного Среднеазиатского военного округа. Аэропортовский округ.
23. Поцелуев, Снегин Дмитрий Федорович, секретарь Союза писателей Казахстана. Сайранский округ.
24. Радченко, Галина Мироновна, обвальщица Алма-Атинского производственного объединения мясной промышленности. Северный округ.
25. Сарсенбаева, Жумахан, мотальщица Алма-Атинского хлопчатобумажного комбината имени 50-летия Октябрьской революции. Западный округ
26. Статенин, Андрей Григорьевич, управляющий делами ЦК Компартии Казахстана. Медеуский округ.
27. Тлеулиев, Абдыманап, первый заместитель председателя Комитета государственной безопасности Казахской ССР. Элеваторский округ.
28. Тумарбеков, Ахмет, заместитель министра внутренних дел Казахской ССР. Октябрьский округ.
29. Шулико, Георгий Викентьевич, второй секретарь Алма-Атинского горкома Компартии Казахстана. Фрунзенский округ.

## Алма-Атинская область
1. Абдибаева, Кулан, старшим чабан колхоза им. Крупской Нарынкольского района. Саржасский округ.
2. Амиркулов, Дадеш, старший чабан овцесовхоза «Бериктас» Джамбулского района. Каракастекский округ.
3. Беляков, Владимир Павлович, первый секретарь Энбекшиказахского райкома Компартии Казахстана. Иссыкский округ.
4. Джанысжанов, Жайляу, старший табунщик совхоза им. Токаша Бокина Куртинского района. Куртинский округ.
5. Джусупов, Бекайдар, министр юстиции Казахской ССР. Большеаксуский округ.
6. Дорохов, Иван Иванович, председатель исполкома Алма-Атинского областного Совета народных депутатов. Талгарский округ.
7. Дюсембекова, Агиба, доярка племзавода «Аксай» Каскеленского района. Ленинский округ.
8. Жаданов, Сабит Хаирович, постоянный представитель Совета Министров Казахской ССР при Совете Министров СССР. Чилийский округ.
9. Коптелов, Михаил Гаврилович, председатель совхоза «40 лет Казахстана» Илийского района. Энергетический округ.
10. Кузнецова, Нина Тимофеевна, бригадир опытного хозяйства Казахской машиноиспытательной станции Каскеленского района. Новочемолганский округ.
11. Кунаев, Динмухамед Ахмедович, член Политбюро ЦК КПСС, первый секретарь ЦК Компарии Казахстана. Баканасский округ.
12. Ланг, Мария Рувиновна, звеньевая овощеводского звена колхоза им. Мичурина Талгарского района. Фрунзенский округ.
13. Майдурова, Любовь Сергеевна, рабочая ордена Ленина совхоза «Алма-Атинский» Талгарского района. Панфиловский округ.
14. Машкунов, Вениамин Иванович, второй секретарь Алма-Атинского обкома Компартии Казахстана. Узунагашский округ.
15. Медеубеков, Кыйлыбай, председатель президиума Восточного отделения ВАСХНИЛ Нарынкольский округ.
16. Миняйлова, Тамара Гавриловна, оператор инкубатория птицесовхоза «Чапаевский» Илийского района. Жетыгенский округ.
17. Мустафин, Габиден, писатель. Кегенский округ.
18. Нургожаева, Гульбаршин Жумабаевна, виноградарь совхоза «Гигант» Энбекшиказахского района. Тургенский округ.
19. Розахунова, Гульнара, звеньевая кукурузоводческого звена колхоза им. Свердлова Уйгурского района. Чунджинский округ.
20. Сарин, Амангали Саринович, директор совхоза «Ленинский» Каскеленского района. Каскеленский округ.
21. Сащенко, Александр Степанович, тракторист колхоза имени XXIV съезда КПСС Талгарского района. Дзержинский округ.
22. Склярова, Зинаида Владимировна, доярка учхоза «Джанашарский» Энбекшиказахского района. Александровский округ.
23. Танцюра, Николай Дмитриевич, заведующий отделом легкой и пищевой промышленности ЦК Компартии Казахстана. Фабричный округ.
24. Тасыбекова, Сахан, табаковод совхоза «Ащисайский» Чилийского района. Каратурукский округ.
25. Уалмева, Нурыш, механизатор мясо-молочного совхоза «Кегенский» Кегенского района. Жаланашский округ.
26. Умралиев, Абен Мукашевич, председатель исполкома Каскеленского районного Совета народных депутатов. Большеалмаатинский округ.
27. Филинова, Нина Ильинична, сортировщица Капчагайского фарфорового завода. Капчагайский округ.
28. Хурсакова, Надежда Михайловна, телятница Бурундайского межрайонного спецхозобъединения Илийского района Бурундайский округ.

## Актюбинская область
1. Асанбаев, Ерик Магзумович, заведующий отделом торговли, плановых и финансовых органов ЦК Компартии Казахстана. Ленинский округ.
2. Бабаниязова, Куляш Мырзашевна, трактористка совхоза «Жарыкский» Исатайского района. Исатайский округ.
3. Баранова, Галина Степановна, учительница хромтауской средней школы № 2 Новороссийского района. Новороссийский округ.
4. Бекенов, Темиргали, второй секретарь Актюбинского обкома Компартии Казахстана. Байганинский округ.
5. Белотелова, Лидия Сергеевна, бригадир маляров строительного управления «Отделстрой» тресте «Актюбжилстрой». Актюбинскнй — Фрунзенский округ.
6. Быцай, Борис Андреевич, первый секретарь Алгинского райкома Компартии Казахстана Алгинский округ.
7. Галимов, Бекиш, старший чабан совхоза им.. Курманова Уилского районе. Уилский округ
8. Кадырбаев, Владимир Касымович, Министр автомобильного транспорта Казахской ССР. Челкарский сельский округ.
9. Казиева, Жибек Казиевна, машинистка-заверточница Актюбинской кондитерской фабрики. Актюбинский округ.
10. Козыбаев, Оразалы Абилович, председатель исполкома Актюбинского областного Совета народных депутатов. Актюбинский сельский округ.
11. Койлыбаев, Алиби, директор совхоза им. Шевченко Карабутакского района. Карабутакский округ.
12. Копылов, Николай Григорьевич, бригадир тракторно-полеводческой бригады совхоза «Ярославский» Комсомольского района Комсомольский округ.
13. Сеитов, Утеген Сеитович, прокурор Казахской ССР. Мугоджорский округ.
14. Стройнов, Иван Евсеевич, председатель колхоза «Серп и молот» Хобдинского района. Хобдинский округ.
15. Такежанов, Саук Темирбаевич, заместитель Председателя Совета Министров, председатель Госплана Казахской ССР Октябрьский округ.
16. Тихонова, Евдокия Яковлевна, аппаратчица цеха № 3 ордена Трудового Красного Знамени Актюбинского завода хромовых соединений. Актюбинский — Ленинский округ.
17. Турганбаев, Рымбек, начальник Западно-Казахстанской железной дороги. Темирский округ.
18. Туребаев, Ахметжан Наурызгалиевич, первый секретарь Челкарского райкома Компартии Казахстана. Челкарский городской округ.
19. Турмагамбетов, Петр Туменбаевич, первый секретарь Актюбинского горкома Компартии Казахстана. Актюбинский. Железнодорожный округ.
20. Шкуренко, Игорь Порфирьевич, директор завода «Актюбрентген» гор. Актюбинска. Актюбинский — Калининский округ.
21. Шумейко, Валентина Макаровна, доярка колхоза «Красный пахарь» Мартукского района. Мартукский округ.

## Восточно-Казахстанская область
1. Альдербаев, Молдан, министр лесной и деревообрабатывающей промышленности Казахской ССР. Усть-Каменогорский промышленный округ.
2. Алимжанов, Ануарбек Турлубекович, председатель Центрального совета общества охраны памятников культуры Казахской ССР. Аблакетский округ.
3. Ашимов, Байкен Ашимович, Председатель Совета Министров Казахской ССР. Зайсанский округ.
4. Балабанов, Александр Максимович, комбайнер колхоза им. В. И. Ленина Таврического района. Таврический округ.
5. Валькова, Валентина Николаевна, бригадир флотаторов обогатительной фабрики Зыряновского свинцового комбината. Зыряновский горняцкий округ.
6. Вичканов, Николай Андреевич, тракторист совхоза «Осиновский» Зыряновского района. Зыряновский сельский округ.
7. Ворошилов, Владимир Иванович, крановщик Усть-Каменогорского речного порта. Центральный округ.
8. Даукеев, Зарипкан Булгынбаевич, первый секретарь Тарбагатайского райкома Компартии Казахстана. Тарбагатайский округ.
9. Демеубаева, Зауреш Труспековна, трактористка совхоза «Бурановский» Маркакольского района. Маркакольский округ.
10. Донсков, Владимир Семёнович, начальник войск Краснознаменного Восточного пограничного округа КГБ СССР. Катон-Карагайский округ.
11. Ерофеева, Любовь Владимировна, помощник бригадира животноводческой фермы Бобровского производственного участка Восточно-Казахстанской государственной сельскохозяйственной опытной станции Глубоковского района. Бобровский округ.
12. Жунусова, Майра Елеуовна, чабан совхоза «Красноалтайский» Уланского района. Уланский округ.
13. Зайцев, Анатолий Михайлович, министр лесного хозяйства Казахской ССР. Заульбинский округ.
14. Койчубаев, Садык Ахметович, председатель исполкома Восточно-Казахстанского областного Совета народных депутатов. Глубоковский округ.
15. Корчевный, Василий Семёнович, председатель колхоза им. М. И. Калинина Глубоковского района. Предгорненский округ.
16. Кузнецов, Сергей Анатольевич, первый секретарь Шемонаихинского райкома Компартии Казахстана. Шемонаихинский округ.
17. Лесечко, Алексей Кузьмич, первый секретарь Усть-Каменогорского горкома Компартии Казахстана. Защитинский округ.
18. Мадынский, Николай Александрович, тракторист совхоза «Первороссийский», г. Серебрянск. Серебрянский округ.
19. Марченко, Михаил Аверьянович, бригадир бригады плотников-бетонщиков строительного управления «Заводстрой» треста «Алтайсвинецстрой», г. Усть-Каменогорск. Октябрьский округ.
20. Мырзашев, Рысбек, второй секретарь Восточно-Казахстанского обкома Компартии Казахстана. Большенарымскнй округу
21. Нэльская, Лия Владимировна, актриса Государственного академического русского театра драмы им. М. Ю. Лермонтова. Сугатовский округ.
22. Платаев, Андрей Георгиевич, министр внутренних дел Казахской ССР. Зыряновский строительный округ.
23. Полторанина, Лариса Романовна, отделочница треста «Лениногорсксвинецстрой». Ульбастроевский округ.
24. Рожнов, Анатолий Анатольевич, бригадир проходческой бригады Тишинского рудника Лениногорского полиметаллическою комбината. Горняцкий округ.
25. Рыбалкина, Валентина Антоновна, заместитель главного врача Усть-Каменогорской городской больницы № 1. Ушановский округ.
26. Сайгаков, Александр Николаевич, бригадир комплексной бригады Самарской межколхозной строительной организации. Самарский округ.
27. Саяпина, Инна Геннадьевна, лаборантка центральной лаборатории Иртышского химико-металлургического завода. Первомайский округ.
28. Слонова, Тамара Георгиевна, швея-мотористка цеха № 3 Лениногорской фабрики верхнего трикотажа. Лениногорский округ.
29. Слямова, Бибатиша Сулейменовна, доярка совхоза «Высокогорский» Курчумского района. Курчумский округ.
30. Ступакова, Валентина Яковлевна, звеньевая тепличного совхоза им XXIII съезда КПСС, Согринский округ.
31. Торунова, Майя Александровна, крановщица фасонно-сталелитейного цеха «Востокмашзавода», г. Усть-Каменогорск. Усть-Каменогорский округ.
32. Фабричнов, Сергей Михайлович, директор Лениногорского полиметаллического комбината Шахтерский округ.
33. Чакабаев, Сакен Ержанович, министр геологии Казахской ССР. Ленинский округ.
34. Чащин, Сергей Петрович, бригадир проходческой бригады Глубочанского шахтостройуправления Глубоковского района. Белоусовский округ.

## Гурьевская область
1. Джиенбаев, Султан Сулейменович, заместитель Председателя Совета Министров Казахской ССР. Дамбинский округ.
2. Ержанов, Борис Михайлович, министр монтажных и специальных строительных работ Казахской ССР. Гурьевский округ.
3. Железнов, Борис Семёнович, бригадир монтажников Гурьевского домостроительного комбината треста «Гурьевнефтехимстрой». Нефтепроводный округ.
4. Жубанов, Сигабат, оператор по добыче нефти и газа нефтегазодобывающего управления «Жаикнефть». Новобогатинский округ.
5. Жумагалиев, Калыбай, старший чабан совхоза «Тасшагильский» Кзылкогинского района. Кзылкогинский округ.
6. Капетов, Адайбек, старшин чабан ордена «Знак Почета» Суюндукского овцеводческого племсовхоза Денгизского района. Денгизский округ.
7. Катаев, Турганбек, министр высшего и среднего специального образования Казахской ССР. Эмбинский округ
8. Коканова, Орынай, полевод совхоза «Правда» Индерского района Индерский округ.
9. Лыткина, Валентина Александровна, оператор Гурьевского нефтеперерабатывающего завода им. В И. Ленина. Гурьевский заводской округ.
10. Разуанова, Куляш, обработчица рыбы консервного цеха объединения «Гурьеврыбпром». Балыкшинский округ.
11. Саханова, Жибек, доярка совхоза «Первомайский» Махамбетского района. Махамбетский округ.
12. Сергеев, Владимир Григорьевич (политик), второй секретарь Гурьевского обкома Компартии Казахстана Макатский округ.
13. Таскинбаев, Есен, председатель исполкома Гурьевского областного Совета народных депутатов. Кировский округ.
14. Чердабаев, Равиль Тажигариевич, первый секретарь Гурьевского горкома Компартии Казахстана Гагаринский округ.

## Джамбулская область
1. Абдраимова, Алмакуль, доярка колхоза «Восток» Луговского района. Луговской округ.
2. Абишева, Алтын, звеньевая свекловодов колхоза им. М В Фрунзе Свердловского района. Ровненский округ
3. Аккозиев, Сеилхан, председатель исполкома Джамбулского областного Совета народных депутатов. Свердловский округ.
4. Альжанов, Тлеубай Муканович, начальник Всесоюзного производственного объединения «Союзфосфор», г. Джамбул. Джамбулский — Ждановский округ.
5. Аширов, Махмут Искакович, председатель колхоза «Октябрь» Джамбулского района. Гродиковский округ.
6. Байкошкаров, Берден, первый секретарь Курдайского райкома Компартии Казахстана. Аухаттинский округ.
7. Бекежанов, Дуйсетай, ответственный работник ЦК Компартии Казахстана. Таласский округ.
8. Белкова, Надежда Николаевна, штукатур-маляр строительного управления «Жилстрой» треста «Джамбулстрой». Джамбулский строительный округ.
9. Беспалова, Валентина Павловна, звеньевая картофелеводческого звена совхоза им. Карла Маркса Джувалинского района. Джувалинский округ.
10. Божанов, Анатолий Федорович, машинист тепловоза Джамбулского локомотивного депо Алма-Атинской железной дороги. Джамбулский — Железнодорожный округ.
11. Бухарбаева, Шолпан, трактористка совхоза «Жаилминский» Сарысуского района. Сарысуский округ.
12. Гукасов, Эрик Христофорович, заместитель Председателя Совета Министров Казахской ССР. Чуйский округ.
13. Жилкишиева, Мария Шерхановна, транспортировщица дробильно-размольной фабрики Каратауского рудоуправления. Каратауский округ.
14. Ломов, Александр Васильевич, министр строительства предприятий тяжелой индустрии Казахской ССР. Жанатасский округ.
15. Лукьянова, Раиса Ивановна, свекловичница совхоза имени Розы Люксембург Курдайского района Курдайский округ.
16. Махамбеткулов, Жетписбай Сейткулович, комбайнер колхоза им. Карла Маркса Луговского района. Акыртобинский округ.
17. Назарбаев, Нурсултан Абишевич, секретарь ЦК Компартии Казахстана. Костоганский округ.
18. Назарбеков, Айтбай, первый секретарь Мойынкумского райкома Компартии Казахстана. Кияктинский округ.
19. Нурмагамбетов, Сагадат Кожахметович, заместитель командующего войсками Краснознаменного Среднеазиатского военного округа. Красногорский округ.
20. Овсянников, Алексей Семенович, главный врач Джамбулской областной больницы. Джамбулский — Октябрьский округ.
21. Спиваков, Иван Дмитриевич, редактор газеты «Казахстанская правда». Ескичуйский округ.
22. Тлеубердиев, Джумабек, старший чабан колхоза «Красный Восток» Меркенского района. Ойталский округ.
23. Торгаев, Нургали, первый секретарь Чуйского райкома Компартии Казахстана. Новотроицкий округ.
24. Туребеков, Тлеугабыл, председатель исполкома Джамбулского городского Совета народных депутатов. Джамбулский — Сахарозаводской округ.
25. Тыныбаев, Абубакир Алиевич, министр мелиорации и водного хозяйства Казахской ССР. Ассинский округ.
26. Шалепо, Валентин Михайлович, начальник Главного управления по строительству предприятий химической промышленности бассейна Каратау, г. Джамбул. Джамбулский — Туркестанский округ.
27. Шалов, Анатолий Федорович, второй секретарь Джамбулского обкома Компартии Казахстана Меркенский округ.
28. Шаманаева, Надежда Николаевна, заготовщица модельного цеха № 7 Джамбулского производственного кожевенно-обувного объединения им. XXIII съезда КПСС. Джамбулский — Фурмановский округ.
29. Шарипбаев, Шоман, старший чабан совхоза «Коктерекский» Мойынкумского района. Мойынкумский округ.
30. Ященко, Юлия Сергеевна, аппаратчица цеха аммофоса Джамбулского суперфосфатного завода Джамбулский — Кировский округ.

## Джезказганская область
1. Абугалиев, Жунус Абугалиевич, первый секретарь Балхашского горкома Компартии Казахстана. Балхашский округ.
2. Виган, Ольга Дмитриевна, штукатур домостроительного комбината треста «Казмедьстрой», г. Никольск. Никольский округ.
3. Гурба, Виктор Васильевич, директор Джезказганского горно-металлургического комбината. Кенгирский округ.
4. Дубинова, Тамара Николаевна, аппаратчица химводоочистки Балхашской теплоэлектростанции. Первомайский округ.
5. Есмамбетов, Булат Салахадинович, военный комиссар Казахской ССР. Коктасский округ.
6. Жумабеков, Камза Бижанович, председатель исполкома Джезказганского областного Совета народных депутатов Агадырский округ.
7. Ибраев, Нуртаза, второй секретарь Джезказганского обкома Компартии Казахстана Джездинский округ.
8. Ибрахимов, Нариман, тракторист совхоза им. С Сейфуллина Жанааркинского района. Жанааркинский округ.
9. Касимова, Бакыт, доярка совхоза им. С. Орджоникидзе Шетского района. Шетский округ.
10. Кобжасаров, Кудайберген Дюсенович, заместитель Председателя Совета Министров Казахской ССР. Каражалский округ.
11. Мамаева, Таисия Ильинична, машинист мостового крана медеплавильного завода Джезказганского горно-металлургического комбината. Дворцовый округ
12. Мурзагалиев, Гимран Есешович, управляющий Казахской республиканской конторой Стройбанка СССР. Горняцкий округ.
13. Мыцык, Алексей Терентьевич, машинист экскаватора Коунрадского рудника Балхашского горно-металлургического комбината. Металлургический округ.
14. Нагибин, Владимир Дмитриевич, министр цветной металлургии Казахской ССР. Школьный округ.
15. Уйкасбаев, Зарубек, чабан совхоза «Каратальский» Актогайского района. Актогайский округ.
16. Фалеева, Александра Николаевна, птичница оператор Балхашской птицефабрики Приозерного района. Приозерный округ.
17. Шахова, Любовь Степановна, бригадир швейного цеха Джезказганской трикотажной фабрики. Джезказганский округ.

## Карагандинская область
1. Абдрасулов, Кадир, бригадир комплексной бригады шахты «Кировская» производственного объединения «Карагандауголь». Новотихоновский округ.
2. Абдрахманов, Байбулат, председатель исполкома Карагандинского городского Совета народных депутатов. Михайловский округ.
3. Андреева, Валентина Андреевна (политик), звеньевая мастеров машинного доения совхоза «Коммунар» Молодёжного района Молодёжный округ.
4. Аппельганц, Мария Леонтьевна, машинист крана ордена Трудового Красного Знамени Карагандинского завода отопительного оборудования. Октябрьский округ.
5. Бабанина, Мария Ивановна, бригадир маточного стада курплемптицесовхоза «Ботакара» производственного объединения по яичному птицеводству. Ульяновский округ.
6. Байсеитов, Рымбек Смакович, министр финансов Казахской ССР. Горняцкий округ.
7. Башмаков, Евгений Федорович, заместитель Председателя Совета Министров Казахской ССР. Ленинский округ.
8. Билялов, Сайлау, старший чабан совхоза «Аркалыкский» Егиндыбулакского района. Егиндыбулакский округ.
9. Бондаренко, Василий Артемьевич, управляющий Казахской республиканской конторой Госбанка. Майкудукский округ.
10. Бузуева, Галина Семеновна, маляр строительного управления № 1 треста «Карагандажилстрой». Карагандинский округ.
11. Досмагамбетов, Султан Капарович, председатель исполкома Карагандинского областного Совета народных депутатов. Нуринский округ.
12. Дрижд, Николай Александрович, генеральный директор производственного объединения по добыче угля «Карагандауголь». Шаханский округ.
13. Дрожжин, Сергей Васильевич, старший вальцовщик листопрокатного цеха № 2 Карагандинского металлургического комбината, г. Темиртау. Металлургический округ.
14. Жангозин, Шакитай Тусупбекович, председатель исполкома Акжолского сельского Совета народных депутатов Каркаралинского района. Каркаралинский округ.
15. Жуков, Леонид Георгиевич, заведующий отделом транспорта и связи ЦК Компартии Казахстана. Актауский округ.
16. Иванов, Михаил Степанович, министр торговли Казахской ССР. Новогородской округ.
17. Иванова, Анна Ильинична, первый секретарь Осакаровского райкома Компартии Казахстана. Осакаровский округ.
18. Калиев, Жекен, председатель президиума Казахского общества дружбы и культурной связи с зарубежными странами. Энергетический округ.
19. Калиновская, Галина Николаевна, швея Кировского производственного швейного объединения, г. Караганда. Кировский округ.
20. Калмагамбетов, Жалел Шубаевич, второй секретарь Карагандинского обкома Компартии Казахстана. Комсомольский округ.
21. Корниенко, Владимир Федорович, машинист тепловоза локомотивного депо Карагандинского отделения Алма-Атинской железной дороги. Железнодорожный округ.
22. Кузнецов, Николай Алексеевич (лётчик), начальник Казахского управления гражданской авиации. Комсомольской округ.
23. Кусаинов, Кабиден, председатель Карагандинского областного совета профессиональных союзов. Строительный округ.
24. Литман, Райнгольд Эмильянович, бригадир проходческой бригады шахты им. В. И. Ленина производственного объединения по добыче угля «Карагандауголь». Шахтинский округ.
25. Омарова, Зауре Садвакасовна, министр социального обеспечения Казахской ССР. Новомайкудукский округ
26. Рузанова, Валентина Александровна, рабочая Карагандинской обувной фабрики объединения «Карагандаобувь». Советский округ.
27. Савельева, Эмилия Александровна, врач-педиатр Карагандинской городской детской больницы № 3. Горьковский округ.
28. Сакенов, Бакыт, помощник бригадира тракторной бригады совхоза им. М. В. Фрунзе Талдинского района. Талдинский округ.
29. Салыков, Какимбек, ответработник ЦК КПСС. Ждановский округ.
30. Сарыбаева, Расуля Альжановна, машинист электромостового крана Карагандинского завода металлоконструкций им. 50-летия СССР. Амангельдинский округ.
31. Синицких, Елена Григорьевна, слесарь-сборщик машиностроительного завода № 1 объединения «Карагандагормаш». Менделеевский округ.
32. Слоутенкова, Александра Никитична, арматурщица-бетонщица строительного управления «Доменстрой» треста «Казметаллургстрой», г. Темиртау. Темиртауский округ.
33. Смешно, Зоя Александровна, звеньевая-овощевод теплично-парникового совхоза «Карагандинский» Мичуринского района. Мичуринский округ.
34. Столярова, Валентина Антоновна, швея-мотористка Абайской швейной фабрики
35. Стринжа, Виктор Матвеевич, первый секретарь Темиртауского горкома Компартии Казахстана. Соцгородской округ.
36. Стырова, Любовь Дмитриевна, бригадир прессовщиков-вулканизаторщиков Карагандинского завода резиновых технических изделий, г. Сарань. Саранский округ.
37. Сулейменов, Олжас Омарович, секретер правления Союза писателей Казахстана. Юго-Восточный округ.
38. Тищенко, Олег Иванович, директор Карагандинского металлургического комбината, г Темиртау. Заводской округ.
39. Тулепбаев, Байдабек Ахмедович, вице-президент Академии наук Казахской ССР. Пролетарский округ.
40. Тырина, Лидия Алексеевна, оператор совхоза-комплекса «Волынский» Тельманского района. Тельманский округ.
41. Устиновский, Михаил Михайлович, первый секретарь Карагандинского горкома Компартии Казахстана Фурмановский округ.
42. Шарманов, Турегельды Шарманович, министр здравоохранения Казахской ССР. Горбачевский округ.

## Кзыл-Ординская область
1. Абишова, Бибигуль, трактористка колхоза им. Ф. Энгельса Кармакчинского района. Кармакчинский округ.
2. Алиханов, Уайда, старший чабан совхоза «30 лет Казахстана» Чиилийского района. Байгекумский округ.
3. Голубенко, Виктор Михайлович, второй секретарь Кзыл-Ординского обкома Компартии Казахстана Ленинский округ.
4. Гончаров, Виктор Александрович, начальник Главного управления по ирригации и строительству рисосеющих совхозов Министерства мелиорации и водного хозяйства СССР (Главриссовхозстрой). Тогускенский округ.
5. Гурьянов, Александр Николаевич, бригадир комплексной бригады ПМК-11 треста «Риссовхозстрой», г. Кзыл-Орда Кзыл-Ординский восточный округ.
6. Джунусбаев, Еламан Досекеевич, первый секретарь Сырдарьинского райкома Компартии Казахстана. Сырдарьинский округ.
7. Елешев, Бердибай Жайлханович, механизатор колхоза им. Г. Муратбаева Казалинского района. Казалинский округ.
8. Ешмаханова, Айзада Рахымовна, учительница средней школы № 234 поселка Новоказалинск Казалинского района. Новоказалинский округ.
9. Жаныбеков, Шангерей, заместитель Председателя Совета Министров Казахской ССР. Чиилийский округ.
10. Калабаев, Дуйсемби, рыбак Кувандарьинской базы Гослова Аральского района. Аральский городской округ.
11. Кубашев, Сагидулла, председатель исполкома Кзыл-Ординского областного Совета народных депутатов. Кзыл-Ординский — Придарьинский округ.
12. Кыстаубаева, Азия, трактористка совхоза «Сунакатинский» Яныкурганского района. Яныкурганский округ.
13. Нурпеисова, Оразкуль, швея — мотористка Кзыл-Ординской швейной фабрики. Кзыл-Ординский центральный округ.
14. Сергунин, Юрий Николаевич, военнослужащий. Калининский округ.
15. Синаева, Бексулу, поливальщица совхоза «Чиркелинский» Теренозекского района. Теренозекский округ.
16. Срымов, Талекен, директор совхоза «Аральский» Аральского района. Аральский сельский округ.
17. Султанов, Куаныш, первый секретарь ЦК ЛКСМ Казахстана. Тасбугетский округ.
18. Сытников, Владимир Петрович, заведующий отделом строительства и городского хозяйства ЦК Компартии Казахстана. Кзыл-Ординский — Железнодорожный округ.
19. Тулегенова, Улмекен, звеньевая рисоводческого звена совхоза «Мадениет» Джалагашского района. Джалагашский округ.

## Кокчетавская область
1. Абилева, Умут, доярка совхоза им. XXIV съезда КПСС Кокчетавского района. Красноярский округ.
2. Авшенюков, Александр Иванович, механизатор совхоза «Златогорский» Арыкбалыкского района. Арыкбалыкский округ.
3. Алимов, Иван Антонович, первый секретарь Чистопольского райкома Компартии Казахстана. Чистопольский округ.
4. Ахметов, Бижан Саутбаевич, первый секретарь Валихановского райкома Компартии Казахстана. Валихановский округ.
5. Богданец, Алина Казимировна, каменщик СМУ «Жилстрой» треста «Кокчетавстрой», г. Кокчетав. Комсомольский округ.
6. Богданова, Галина Адольфовна, свинарка совхоза «Октябрьский» Красноармейского района. Красноармейский сельский округ.
7. Гладченко, Георгий Петрович, токарь завода кислородно-дыхательной аппаратуры, г. Кокчетав. Кировский округ.
8. Джандосов, Санджар Уразович, председатель Госкомитета Казахской ССР по профтехобразованию. Кокчетавский округ.
9. Жумагулов, Шакен, председатель партийной комиссии при ЦК Компартии Казахстана Сырымбетский округ.
10. Жумагулова, Алма Шитыевна, мастер цеха Таинчинского ремонтно-механического завода г. Красноармейск. Красноармейский городской округ.
11. Ибраев, Жанай Темиржанович, тракторист-комбайнер Зерендинского райспецхозобъединения. Зерендинский округ.
12. Киричек, Василий Егорович, бригадир тракторно-полеводческой бригады совхоза «Червонный» Куйбышевского района. Куйбышевский округ.
13. Куценко, Анатолий Николаевич, тракторист совхоза «Комаровский» Володарского района Володарский округ.
14. Моисеенко, Виктор Иванович, председатель исполкома Кокчетавского областного Совета народных депутатов. Ленинградский округ.
15. Мусин, Курган Нурханович, министр сельского строительства Казахской ССР Ленинский округ.
16. Плясунов, Николай Павлович, шофер Шучинской автоколонны № 2585. Щучинский городской округ.
17. Резвых, Анна Алексеевна, птичница Щучинской птицефабрики. Щучинский сельский округ.
18. Салимова, Роза Хамитовна, трактористка совхоза «Амангельдинский» Кзылтуского района. Кзылтуский округ.
19. Хасенов, Хамит, председатель Госкомитета Казахской ССР по телевидению и радиовещанию. Чкаловский округ.
20. Хасенова, Майра Шытырмановна, тракторист-машинист совхоза «Краснофлотский» Энбекшильдерского района. Энбекшильдерский округ.
21. Чернышёв, Александр Иванович, жилищно-коммунального хозяйства Казахской ССР. Боровской округ.
22. Чжен, Моисей Алексеевич, начальник Кокчетавского облсельхозуправления Рузаевский округ.
23. Штелле, Виктор Вениаминович, тракторист-комбайнер колхоза им. М. И. Калинина Келлеровского района. Келлеровский округ.

## Кустанайская область
1. Абенов, Нигмет Конуржанович, первый заместитель министра сельского хозяйства Казахской ССР. Комсомольский округ.
2. Байжанов, Сапар, редактор газеты «Социалистик Казахстан» Преснегорьковский округ.
3. Балахов, Сергей Иванович, шофер совхоза «Новопокровский» Ленинский округ.
4. Батуров, Тимофей Иванович, министр энергетики и электрификации Казахской ССР. Лисаковский округ.
5. Бектемисов, Анет Иманакышевич, председатель Госкомитета Казахской ССР по делам строительства. Рудный индустриальный округ.
6. Бельтюков, Борис Алексеевич, машинист экскаватора Соколовско-Сарбайского горно-обогатительного комбината. Рудный Павловский округ.
7. Брага, Михаил Алексеевич, директор совхоза «Кушмурунский» Карасуского района. Карасуский округ.
8. Бухметов, Касымбек, второй секретарь Кустанайского обкома Компартии Казахстана. Сулыкольский округ.
9. Буц, Яков Петрович, первый секретарь Орджоникидзевского райкома Компартии Казахстана. Орджоникидзевский округ.
10. Высоцкая, Лидия Николаевна, трактористка Львовской сельскохозяйственной станции Джетыгаринского района. Джетыгаринский сельский округ.
11. Ганжул, Екатерина Ивановна, доярка совхоза им. Джангильдина Боровского района. Боровской округ.
12. Гвоздев, Евгений Васильевич, вице-президент Академии наук Казахской ССР. Федоровский округ.
13. Гончаренко, Нина Ивановна (депутат), прядильщица Кустанайского камвольно-суконного комбината им. XXIII съезда КПСС. Калининский округ.
14. Досмагамбетов, Сагинтай Кажмагамбетович, председатель исполкома Наурзумского Совета народных депутатов. Наурзумский округ.
15. Дуйсенов, Саген Тлесович, начальник Казахского республиканского управления метеорологии и контролю природной среды. Тарановский округ.
16. Испаева, Флюра Жаманшаловна, скотница совхоза им. Алтынсарина Камышнинского района. Камышнинский округ.
17. Казачонок, Александр Иосифович, комбайнер совхоза «Красносельский» имени Б.Майлина Тарановского района. Апановский округ.
18. Кальжанова, Айбарша Нуршановна, швея кустанайской швейной фабрики «Большевичка». Кустанайский — Ленинский округ.
19. Карбовский, Эдуард Семенович, заведующий сельскохозяйственным отделом ЦК Компартии Казахстана. Урицкий округ.
20. Кулько, Надежда Петровна, машинист башенного крана управления механизации треста «Кустанайтяжстрой». Кустанайский Куйбышевский округ.
21. Куппаев, Тулеген Байгужевич, председатель исполкома Кустанайского областного Совета народных депутатов. Барвинский округ.
22. Морозов, Василий Кириллович, бригадир тракторно-полеводческой бригады совхоза «Приозерный» Семиозерного района. Семиозерный округ.
23. Нургалиев, Хамза, бригадир тракторно-полеводческой бригады совхоза «Каратальский» Боровского района. Ломоносовский округ.
24. Олейник, Лариса Георгиевна, доярка совхоза «Мичуринский» Кустанайского района. Затобольский округ.
25. Онищенко, Александр Емельянович, директор Соколовско-Сарбайского горно-обогатительного комбината им. В. И. Ленина. Рудный — Тобольский округ.
26. Переверзев, Леонид Михайлович, директор совхоза «Краснопартизанский» Кустанайского района. Кустанайский сельский округ.
27. Полтавец, Нина Гавриловна, учительница кустанайской средней школы № 12. Кустанайский — Бауманский округ.
28. Сидорова, Вера Васильевна, первый секретарь Кустанайского райкома Компартии Казахстана. Убаганский округ.
29. Федякин, Александр Васильевич, первый секретарь Комсомольского райкома Компартии Казахстана. Карабалыкский округ.
30. Фисун, Владимир Макарович, механизатор колхоза им. Чапаева Федоровского района. Пешковский округ.
31. Шлычков, Валерий Иванович, первый секретарь Кустанайского горкома Компартии Казахстана. Кустанайский — Джамбульский округ.
32. Шляхтина, Надежда Гавриловна, маляр строительного управления «Отделстрой» треста «Соколоврудстрой». Рудный округ.
33. Шрайнер, Людмила Леонидовна, старший регулировщик обогатительной фабрики Джетыгаринского асбестового горно-обогатительного комбината. Джетыгаринский округ.

## Мангышлакская область
1. Горшенин, Вячеслав Дмитриевич, председатель исполкома Мангышлакского областного Совета народных депутатов. Ералиевский округ.
2. Дергачев, Александр Алексеевич, генеральный директор производственного объединения «Мангышлакнефть». Нефтяной округ.
3. Дидаров, Анес, старший верблюдовод совхоза «Кзылузенский» Ералиевского района. Жетыбайский округ.
4. Енютина, Наталья Николаевна, маляр управления отделовных работ Прикаспийского управления строительства, г. Шевченко. Морской округ.
5. Колесин, Анатолий Петрович, старший машинист роторного комплекса строительного управления. Прикаспийский округ.
6. Маликова, Зоя Ханапиевна, оператор по подготовке нефти нефтегазодобывающего управления «Узеньнефть». Узенский округ.
7. Милкин, Анатолий Васильевич, заведующий отделом тяжелой промышленности ЦК Компартии Казахстана. Прибрежный округ.
8. Отегенов, Мерей, старший чабан совхоза «Мангистауский» Бейнеуского района. Бейнеуский округ.
9. Паримбетов, Беркимбай Паримбетович, министр промышленности строительных материалов Казахской ССР. Форт-Шевченковский округ.
10. Савченко, Владимир Георгиевич, второй секретарь Мангышлакского обкома Компартии Казахстана. Центральный округ.
11. Сапрыкина, Галина Ивановна, аппаратчица атомной электростанции, г. Шевченко. Шевченковский округ.
12. Утеуов, Арон Махуович, первый секретарь Мангистауского райкома Компартии Казахстана. Мангистауский округ.

## Павлодарская область
1. Акпаев, Аманча Сейсенович, председатель Комитета по физической культуры и спорту при Совете Министров Казахской ССР. Федоровский округ.
2. Бабий, Иван Иванович, тракторист-комбайнер совхоза «Михайловский» Железинского района. Железинский округ.
3. Борзых, Николай Семенович, машинист тепловоза локомотивного депо станции Павлодар Целинный железной дороги. Павлодарский железнодорожный округ.
4. Гаврилов, Анатолий Иванович, бригадир тракторно-полеводческой бригады совхоза «Шидертинский» Краснокутского района. Краснокутский округ.
5. Геринг, Яков Германович, председатель ордена «Знак Почета» колхоза «30 лет Казахской ССР» Успенского района. Успенский район.
6. Демесинов, Хатип Хабиевич, второй секретарь Палодарского обкома Компартии Казахстана. Майский округ.
7. Диденко, Валентина Михайловна, машинист компрессора строительного управления. Павлодарский восточный округ.
8. Досмагамбетов, Халид Туманбаевич, машинист экскаватора разреза «Центральный» производственного объединения «Экибастузуголь». Горный округ.
9. Ермилова, Мария Антоновна, швея Щербактинского райпромкомбината. Щербактинский округ.
10. Желтиков, Октябрь Иванович, первый заместитель председателя Госплана Казахской ССР. Ермаковский округ.
11. Зайцева, Любовь Афанасьевна, электрослесарь Павлодарской ТЭЦ № 1 имени XXIII съезда КПСС. Павлодарский береговой округ.
12. Иващенко, Светлана Ивановна, спекальщица Павлодарского алюминиевого завода имени ?0 летие СССР. Павлодарский строительный округ.
13. Исиналиев, Михаил Иванович, заведующий отделом культуры ЦК Компартии Казахстана. Иртышский округ.
14. Каирбаев, Махмет, председатель исполкома Павлодарского областного Совета народных депутатов. Лебяжинский округ.
15. Кулахметов, Ануарбек, министр местной промышленности Казахской ССР. Павлодарский — Советский округ.
16. Лузянин, Юрий Алексеевич, генеральный директор производственного объединения «Павлодарский тракторный завод имени В. И. Ленина». Павлодарский — Ленинский округ.
17. Никифоров, Геннадий Алексеевич, первый секретарь Экибастузского горкома Компартии Казахстана. Энергостроительный округ.
18. Пирожников, Геннадий Иванович, первый секретарь Павлодарского горкома Компартии Казахстана. Павлодарский центральный округ.
19. Плотников, Андрей Павлович, заместитель председателя Преизидиума Верховного Совета Казахский ССР. Тракторозаводской округ.
20. Рамазанов, Багустар Габдулхаевич, первый секретарь Иртышского райкома Компартии Казахстана. Суворовский округ.
21. Рябушкина, Антонина Федоровна, бригадир штукатуров-маляров строительного управления «Отделжилстрой» треста «Павлодаржилстрой». Павлодарский — Калининский округ.
22. Самова, Сапура Альясовна, доярка ордена Трудового Красного Знамени совхоза «Чернорецкий» Павлодарского района. Чернорецкий округ.
23. Сарыбаев, Жумаш, старший чабан совхоза «Алексеевский» Баянаульского района. Баянаульский округ.
24. Сарычева, Галина Николаевна, рабочая овощеводческой бригады совхоза им. Ю. А. Гагарина Ермаковского района. Ермаковский сельский округ.
25. Серкебаев, Ермек Бекмухамедович, солист Казахского государственного академического театра оперы и балета имени Абая. Павлодарский сельский округ.
26. Тайганова, Нагима Бигаировна, трактористка совхоза «Карасуский» Экибастузского района. Экибастузский сельский округ.
27. Темирова, Бактылы Сыздыковна, доярка совхоза «Байгунус» Качирского района. Качирский округ.

## Северо-Казахстанская область
1. Авдеева, Лидия Степановна, монтажница завода им. С.М.Кирова, г. Петропавловск. Подгорный округ.
2. Болатбаев, Нель Адгамович, председатель исполкома Северо-Казахстанского областного Совета народных депутатов.
3. Буторин, Вадим Константинович, директор совхоза-техникума Северо-Казахстанской областной государственной сельскохозяйственной опытной станции Советского района. Киялинский округ.
4. Вегель, Татьяна Петровна, свинарка совхоза «Миролбовский» Пресновского района.
5. Вид, Ванда Яковлевна, доярка совхоза «Восточный» Возвышенского района. Возвышенский округ.
6. Владимирова, Любовь Борисовна, токарь завода им. В.В.Куйбышева, г. Петропавловск. Заводской округ.
7. Гедзур, Иосиф Иванович, тракторист совхоза «Озерный» Джамбулского района. Джамбулский округ.
8. Даиров, Музаппар Даирович, министр заготовок Казахской ССР. Конюховский округ.
9. Ефремов, Владимир Васильевич, директор Петропавловского механического завода. Промышленный округ.
10. Журин, Владимир Николаевич, председатель исполкома Московского районного Совета народных депутатов. Московский округ.
11. Кондратович, Вадим Петрович, управляющий делами Совета Министров Казахской ССР. Сергеевский округ.
12. Липовой, Александр Егорович, первый секретарь Петропавловского горкома Компартии Казахстана. Строительный округ.
13. Мелихова, Полина михайловна, трактористка райспецхозобъединения имени Героя Советского Союза И.И.Ибраева Сергеевского района. Октябрьский округ.
14. Мусина, Хайни-Жамал Оспановна, бригадир штукатуров ПМК № 72 производственного управления «Петропавловсксельстрой». Центральный округ.
15. Панчук, Александр Владимирович, бригадир тракторно-полеводческой бригады племзавода «Мамлютский». Мамлютский округ.
16. Пивоварова, Елена Ивановна, телятница совхоза имени Ильича Ленинского района. Явленский округ.
17. Шакиров, Галим Шакирович, второй секретарь Северо-Казахстанского обкома Компартии Казахстана. Ждановский округ.

## Семипалатинская область
1. Белоножко, Петр Иванович, военнослужащий. Семеновский округ.
2. Булгак, Анатолий Яковлевич, тракторист-комбайнер совхоза «Большевик» Кокпектинского района. Кокпектинский округ.
3. Далдина, Даметер, штукатур стройуправления «Отделстрой» треста «Семтяжстрой», г. Семипалатинск. Береговой округ.
4. Демеубаев, Казбек, старший табунщик совхоза им. Амагельды Аксуатского района. Аксуатскии округ.
5. Елибаев, Абдуразак Алпысбаевич, министр связи Казахской ССР. Чубартауский округ.
6. Еременко, Анатолий Семенович, председатель исполкома Семипалатинского областного совета народных депутатов. Иртышский округ.
7. Жунусова, Нурбану Чокушевна, доярка колхоза имени XX съезда КПСС Урджарского района. Урджарский округ.
8. Ибрагимов, Вагиз Галимович, министр легкой промышленности Казахской ССР. Некрасовский округ.
9. Имашев, Саттар Нурмашевич, Председатель Президиума Верховного Совета Казахской ССР. Центральный округ.
10. Касенова, Батима, сортировщица Семипалатинской фабрики первичной обработки шерсти. Комсомольский округ.
11. Колот, Николай Кузьмич, директор Семипалатинского мясоконсервного комбината им. М. И. Калинина. Калининский округ.
12. Костогукайлов, Иван Яковлевич, председатель колхоза «Красное знамя» Бородулихинского района. Бородулихинский округ.
13. Кульжаппарова, Жулдыз Тулегеновна, трактористка совхоза «Долонский» Бескарагайского района. Бескарагайский округ.
14. Матаев, Хафиз, первый секретарь Абайского райкома Компартии Казахстана. Абайский округ.
15. Мусажанов, Кунслям, директор племсовхоза «Скотовод» Жарминского района. Жангизтобинский округ.
16. Мухамбетов, Айсагалий Абылкасымович, слушатель Академии общественных наук при ЦК КПСС. Аягузский городской округ.
17. Наумова, Евгения Анатольевна, вязальщица Семипалатинской фабрики верхнего трикотажа имени 50-летия Октября. Заводозатонский округ.
18. Передерий, Галина Прокопьевна, птичница-оператор Семипалатинской птицефабрики. Жанасемейский округ.
19. Савельев, Павел Васильевич, второй секретарь Семипалатинского обкома Компартии Казахстана. Чарский округ.
20. Сайранбаева, Нургызар Нурбаевна, старший чабан совхоза «Карабулакский» Маканчинского района. Маканчинский округ.
21. Танекеев, Сайдалим Нысанбаевич, председатель правления Казпотребсоюза. Новошульбинский округ.
22. Тасболатов, Торехан Мунсызбаевич, старший чабан совхоза «Овцевод» Аягузского района. Аягузский сельский округ.
23. Ульянов, Николай Матвеевич, первый секретарь Семипалатинского горкома Компартии Казахстана. Привокзальный округ.
24. Филатова, Надежда Федоровна, фрезеровщица Семипалатинской обувной фабрики. Железнодорожный округ.
25. Харитонов, Владимир Александрович, военнослужащий. Жарминский округ.
26. Широкова, Зинаида Михайловна, машинист электромостового крана Семипалатинского цементного завода им. 50-летия СССР. Левобережный округ.

## Талды-Курганская область
1. Бондаренко, Михаил Иванович (политик), механизатор колхоза им. Ленина Саркандского района. Черкасский округ.
2. Галимжанова, Ляйля Галиевна, председатель Госкомитета Казахской ССР по кинематографии. Кугалинский округ.
3. Гребенщиков, Алексей Степанович, первый секретарь Каратальского райкома Компартии Казахстана. Уштобинский округ.
4. Давыдов, Иван Иванович (политик), второй секретарь Талды-Курганского обкома Компартии Казахстана. Сарыозекский округ.
5. Жаданов, Сеил Ергалиевич, механизатор колхоза им. Абая Капальского района. Капальский округ.
6. Зайнаудинова, Адалят, звеньевая колхоза им. С. М. Кирова Панфиловского района. Бирликский округ.
7. Ибрагимов, Шавкат Шигабутдинович, вице-президент Академии наук Казахской ССР. Еркинский округ.
8. Иманкулова, Зауреш, свекловичница колхоза им. XXII съезда КПСС Талды-Курганского района. Сахарозаводской округ.
9. Калдыбаева, Роза Молдахметовна, птичница колхоза «40 лет Октября» Панфиловского района. Панфиловский округ.
10. Касаткин, Анатолий Яковлевич, тракторист Андреевского райспецхозобъединения Андреевского района. Андреевский округ.
11. Кенебаев, Ауданбек, старший чабан совхоза «Левобережный» Алакульского района. Алакульский округ.
12. Коныров, Дуйсетай Бейсембаевич, поливальщик колхоза имени Джансугурова Аксуского района. Аксуский округ.
13. Кулахметов, Толеген, старший чабан совхоза «Каратальский» Каратальского района. Каратальский округ.
14. Курганский, Тимофей Михайлович, председатель исполкома Талды-Курганского областного Совета народных депутатов. Коктальский округ.
15. Лаханова, Галина Александровна, бригадир отделочников строительно-монтажного управления № 42 треста «Талдыкурганпромстрой». Талды-Курганский южный округ.
16. Нурпеисов, Советхан Сейткалиевич, первый секретарь Талды-Курганского горкома Компартии Казахстана. Талды-Курганский округ.
17. Сейдалин, Рустем Аббасович, заместитель председателя Госкомитета Казахской ССР по делам строительства. Бескольский округ.
18. Скобцова, Евдокия Николаевна, старшин оператор свинотоварной фермы совхоза «Красный Октябрь» Саркандского района. Саркандский округ.
19. Сушкова, Антонина Ивановна, начальных классов средней школы Ломоносова, г. Талды-Курган. Талды-Курганский северный округ.
20. Тамшибаева, Злиха Жанболатовна, директор совхоза «Энбекши» Кировского района. Мукринский округ.
21. Темирбеков, Садуахас, заведующий отделом науки и учебных заведений ЦК Компартии Казахстана. Бурлютобинский округ.
22. Шаньшина, Валентина Ивановна, старший флотатор обогатительной фабрики Текелийского свинцово-цинкового комбината им. 50-летия Октябрьской революции. Текелийский округ.
23. Юрчик, Людмила Васильевна, электрослесарь контрольно-измерительных приборов и автоматики Талды-Курганского сахарного комбината имени С. М. Кирова Кировского района. Кировский округ.

## Тургайская область
1. Бридько, Мария Матвеевна, телятница совхоза «Ярославский» Жаксынского района. Жаксынский округ.
2. Гребенюк, Василий Андреевич, первый заместитель Председателя Совета Министров Казахской ССР. Тургайский округ.
3. Дементьева, Вера Андреевна, учительница Отрадненской средней школы Державинского района. Державинский округ.
4. Докалов, Анатолий Васильевич, директор совхоза «Железнодорожный» Октябрьского района. Октябрьский округ.
5. Ерекешева, Бану Ильясовна, маляр строительного управления «Отделстрой» треста «Тургайалюминстрой», г. Аркалык. Аркалыкский округ.
6. Зарицкий, Евгений Ерофеевич, председатель исполкома Тургайского областного Совета народных депутатов. Джангильдинский округ.
7. Коротенко, Геннадий Николаевич, второй секретарь Тургайского обкома Компартии Казахстана. Жанадалинский округ.
8. Муханбетова, Бексулу Зейнуллиновна, трактористка совхоза «Степняк» Амантогайского района. Амантогайский округ.
9. Нургалиев, Хамит, первый секретарь Есильского райкома Компартии Казахстана. Есильский округ.
10. Петров, Борис Петрович, первый секретарь Аркалыкского райкома Компартии Казахстана. Аркалыкский сельский округ.
11. Поляков, Василий Михайлович, тракторист-комбайнер совхоза «Есильский» Кийминского района. Кийминский округ.
12. Сыздыков, Сеилхан, старший чабан совхоза им. Иманова Амангельдинского района. Амангельдинский округ.
13. Тимофеева, Галина Михайловна, доярка Тургайской государственной областной сельскохозяйственной опытной станции Есильского района. Целинный округ.

## Уральская область
1. Абилхаиров, Наурзгали, старший чабан совхоза «Улентинский» Акжаикского района. Акжаикский округ.
2. Балахметов, Кажахмет Балахметович, министр просвещения Казахской ССР. Казталовский округ.
3. Баубекова, Дина, трактористка совхоза «Егиндикульский» Каратобинского района. Каратобинский округ.
4. Гончаров, Леонид Борисович, министр автомобильных дорог Казахской ССР Джангалинский округ.
5. Донсков, Анатолий Андреевич, учитель средней школы № 10, г. Уральск. Центральный округ.
6. Дунаев, Василий Владимирович, первый секретарь Приурального райкома Компартии Казахстана. Приуральный округ.
7. Ержанов, Манат Бахитович, бригадир тракторной бригады совхоза «Ащисайский» Чингирлауского района. Чингирлауский округ.
8. Ермоленко, Анна Андреевна, садчица кирпича Уральского производственного объединения стеновых материалов. Пушкинский округ.
9. Кадырбекова, Райля Харитоновна, доярка колхоза «Урал» Бурлинского района. Бурлинский округ.
10. Кравченко, Вера Михайловна, электросварщица домостроительного комбината треста «Уральскпромстрой». Ленинский округ.
11. Куанова, Агинташ, телятница совхоза «Уральский» Теректинского района. Теректинский округ.
12. Петрова, Татьяна Васильевна, птичница Уральской птицефабрики производственного объединения по птицеводству Зеленовского района. Зеленовский округ.
13. Подъяблонский, Виктор Ильич, председатель исполкома Уральского областного Совета народных депутатов. Джаныбекский округ.
14. Раскалиева, Улпаш Сипатовна, швея Уральского мехового комбината. Заводской округ.
15. Рахмадиев, Еркегали, председатель правления Союза композиторов Казахстана. Железнодорожный округ.
16. Рыбников, Александр Петрович, заместитель заведующего сельскохозяйственным отделом ЦК Компартии Казахстана Фурмановский округ
17. Тлепкалиев, Султамурат, старший скотник совхоза «Алгабасский» Чапаевского района. Чапаевский округ.
18. Усов Михаил Иванович, второй секретарь Уральского обкома Компартии Казахстана. Каменский округ.
19. Хаймулдин, Газиз Усагалиевич, председатель исполкома Тайпакского районного Совета народных депутатов. Тайпакский округ.
20. Шубин, Виктор Игнатьевич, директор совхоза имени газеты «Правда» Джамбейтинского района. Джамбейтинский округ.

## Целиноградская область
1. Бараев, Александр Иванович, директор Всесоюзного научно-исследовательского института зернового хозяйства Министерства сельского хозяйства СССР. Балкашинский округ.
2. Батракова, Анна Федоровна, доярка совхоза «Новочеркасский» Астраханского района. Астраханский округ.
3. Божко, Валентина Васильевна, токарь завода «Целиноградсельмаш». Целиноградский заводской округ.
4. Браун, Андрей Георгиевич, первый секретарь Краснознаменского райкома Компартии Казахстана. Краснознаменский округ.
5. Бусыгина, Татьяна Кузьмовна, трактористка совхоза «Искра» Алексеевского района. Кенесский округ.
6. Видеркер, Элла Николаевна, штукатур-маляр Атбасарской передвижной механизированной колонны № 80. Атбасарский городской округ.
7. Гаврилюк, Станислав Иванович, бригадир тракторно-полеводческой бригады Шортандинского опытного хозяйства ВНИИЗХ. Шортандинский округ.
8. Глебова, Лидия Ивановна, заведующая терапевтическим отделением больницы «Скорой помощи», г. Целиноград. Целиноградский центральный округ.
9. Джулмухамедов, Аблайхан Касымович, председатель исполкома Целиноградского областного Совета народных депутатов. Селетинский округ.
10. Дитюк, Владимир Аврамович, бригадир тракторно-полеводческой бригады совхоза «Колутонский» Мариновского района. Мариновский округ.
11. Довжик, Михаил Егорович, бригадир тракторно-полеводческой бригады совхоза «Шуйский» Атбасарского района. Атбасарский сельский округ.
12. Егоров, Александр Михайлович, председатель Госкомитета Казахской ССР по производственно-техническому обеспечению сельского хозяйства. Тенгизский округ.
13. Елеукенов, Шериаздан Рустемович, председатель Госкомитета Казахской ССР по делам издательств, полиграфии и книжной торговли. Ерментауский округ.
14. Есенжолова, Сагиля Абдрахмановна, бригадир молочнотоварной фермы совхоза им. С. М Кирова Целиноградского района. Целиноградский сельский округ.
15. Каликов, Аманжол, заведующий отделом организационно-партийной работы ЦК Компартии Казахстана. Алексеевский округ
16. Мейтина, Елена Васильевна, свинарка совхоза «Капитоновский» Макинского района. Капитоновский округ.
17. Мирошхин, Олег Семенович, второй секретарь ЦК Компартии Казахстана. Строительный округ.
18. Можейко, Анна Михайловна, птичница Вишневского производственного объединения по птицеводству. Вишневский округ.
19. Мудель, Надежда Филипповна, штукатур строительно-монтажного управления № 4 Степногорского управления строительства. Городской округ.
20. Овсяник, Николай Петрович, начальник Целинной железной дороги. Целиноградский железнодорожный округ.
21. Осипенко, Василий Петрович, первый секретарь Целиноградского горкома Компартии Казахстана. Целиноградский вокзальный округ,
22. Петалова, Светлана Спиридоновна, бригадир мельзавода Целиноградского комбината хлебопродуктов. Целиноградский восточный округ.
23. Сыздыков, Кайреден Кимашевич, машинист бурового станка рудника «Центральный» комбината «Каззолото» Шортандинского района. Жолымбетский округ.
24. Танкибаев, Жанша Абилгалиевич, председатель Госкомитета Казахской ССР по материально-техническому снабжению. Целиноградский северный округ.
25. Шабатов, Адилхан Кенжебаевич, первый секретарь Кургальджинского райкома Компартии Казахстана. Кургальджинский округ.
26. Шайдаров, Зейнулла, второй секретарь Целиноградского обкома Компартии Казахстана. Макинский округ.
27. Шарф, Иван Иванович, генеральный директор Целиноградского производственного объединения по птицеводству. Новоишимский округ.
28. Шошанов, Егинбай, старший чабан совхоза «Казахстанский» Ерментауского района, Павловский округ.

## Чимкентская область
1. Абаева, Никара Бакировна, секретарь Президиума Верховного Совета Казахской ССР. Карабулакский округ.
2. Абдуалиева, Райхан, старший чабан колхоза «Ленинизм» Туркестанского района. Фрунзенский округ.
3. Алыбаев, Арипбай Алыбаевич, министр мясной и молочной промышленности Казахской ССР. Чимкентский — Бадамский округ.
4. Альжанов, Жунусбек, звеньевой колхоза имени Джамбула Тюлькубасского района. Балыкшинский округ.
5. Анарбаева, Салиха Жакаевна, оператор Бугунской птицефабрики Чимкентского областного производственного объединения по птицеводству. Тельманский округ.
6. Ахмедов, Бакир, первый секретарь Сузакского райкома Компартии Казахстана. Сузакский округ.
7. Базарбаев, Муслим Базарбаевич, министр иностранных дел Казахской ССР. Славянский округ.
8. Бекмуратова, Аманкул, ткачиха Сарыагачской галантерейной фабрики, Сарыагачский округ.
9. Бигозиева, Жакия Арынтаевна, механик-водитель хлопкоуборочной машины совхоза «Славянский» Пахтааральского района. Пахтааральский округ.
10. Болотова, Тамара Васильевна, оператор завода железобетонных изделий треста «Чимкентстрой». Чимкентский — Комсомольский округ.
11. Буков, Леонид Михайлович, сливщик-разливщик фосфора Чимкентского производственного объединения «Фосфор» им. 50-летия Октябрьской революции. Чимкентский железнодорожный округ.
12. Васильев, Геннадий Николаевич, председатель колхоза «Победа» Сайрамского района. Манкентский округ.
13. Давыдов, Николай Григорьевич, второй секретарь Чимкентского обкома Компартии Казахстана. Ванновский округ.
14. Дарханбаев, Дихан, старший чабан колхоза «Кзыл-Тан» Ленинского района. Ленинский округ.
15. Джадигерова, Татыкуль Баратбаевна, рабочая совхоза «Восход» Чардаринского района. Комсомольский округ.
16. Дильдебеков, Шаблан, директор совхоза «Большевик» Кировского района. Кировский округ.
17. Еркимбеков, Жексембек, министр культуры Казахской ССР. Келесский округ.
18. Жунисбеков, Турап, механизатор совхоза «Алгабас» Алгабасского района. Алгабасский округ.
19. Зиябекова, Зина, старшая доярка совхоза «Первомайский» Ленгерского района. Александровский округ.
20. Иванов, Владимир Петрович (депатат Казахской ССР), бурильщик рудника «Миргалимсай» комбината «Ачполиметалл», г. Кентау. Кентауский округ.
21. Исаков, Махаматрасул, первый секретарь Туркестанского райкома Компартии Казахстана. Туркестанский сельский округ.
22. Калшораев, Джолбарыс Абдирахманович, бригадир хлопководческой бригады колхоза им Абая Джетысайского района. Интернациональный округ.
23. Камалиденов, Закаш, заместитель председателя Комитета государственной безопасности Казахской ССР. Тоболинский округ.
24. Канжигитова, Улбала, старший чабан совхоза «Шаульдерский» Кзылкумского района. Кзылкумский округ.
25. Канцеляристов, Петр Семенович, председатель Комитета народного контроля Казахской ССР. Вознесеновский округ.
26. Касымканов, Аубакир Касымканович, председатель Госкомитета Казахской ССР по труду. Кантагинский округ.
27. Конакбаев, Каскатай Досович, министр бытового обслуживания населения Казахской ССР. Чардаринский округ.
28. Костин, Альберт Михайлович, первый секретарь Чимкентского горкома Компартии Казахстана. Чимкентский — Жандарбековский округ.
29. Кунтуганова, Дуйсенкул, аппаратчица Туркестанскою завода кормовых антибиотиков. Туркестанский округ.
30. Лесова, Жумагул, бригадир хлопководческой бригады совхоза им. В. И. Чапаева Келесского района. Абайский округ.
31. Майфат, Виктор Васильевич, командир корабля АН-24 Чимкентского объединённого авиаотряда Казахского управления гражданской авиации. Чимкентский центральный округ.
32. Мамбеев, Сабур Абдрасулович, председатель правления Союза художников Казахской ССР. Фогелевский округ.
33. Молдалиева, Улман, хлопкосборщица совхоза им. XX партсъезда Кировского района Первомайский округ.
34. Мынбаев, Каир Ерденбаевич, председатель Верховного суда Казахской ССР. Глинковский округ,
35. Наданбаев, Букейлен Тумабаевич, министр пищевой промышленности Казахской ССР. Джетысайский округ.
36. Омарбекова, Дилдакуль, звеньевая совхова им. Спатаева Бугунского района. Бугунский округ.
37. Омарова, Шахзада, доярка колхозе им. С. М. Кирова Сайрамского района. Беловодский округ.
38. Прядильщикова, Вера Григорьевна, мастер-пекарь Чимкентского производственного объединения хлебопекарной промышленности. Чимкентский — Коммунистический округ.
39. Рудь, Галина Алексеевна, швея-мотористка чимкентской швейной фабрики «Восход». Чимкентский — Амангельдинский округ.
40. Сагимбаев, Гарай Калапашевич, первый заместитель председателя Госплана Казахской ССР. Арысский округ.
41. Синеокая, Людмила Григорьевна, бригадир красильно-мотального цеха Ленгерскон носочно-трикотажной фабрики. Ленгерский округ.
42. Сорокина, Лидия Денисовна, работница чимкентского завода «Электроаппарат». Чимкентский — Калининский округ.
43. Субботин, Александр Григорьевич, первый секретарь Сайрамского райкома Компартии Казахстана. Сайрамский округ.
44. Тулегенова, Бибигуль Ахметовна, солистка Казахского государственного академического театра оперы и балета имени Абая. Караспанский округ.
45. Ушакова, Татьяна Антоновна, прядильщица Чимкентского хлопчатобумажного комбината. Чимкентский — Ленинский округ.
46. Фоменко, Валентина Ивановна, врач-инфекционист Ленгерского раймедобъединенил. Георгиевский округ.
47. Ходабергенов, Рзабай Жолдинович, директор Чимкентского свинцового завода им. М. И. Калинина. Чимкентский — Ждановский округ.
48. Черников, Георгий Николаевич, плавильщик сталелитейного цеха Кентауского экскаваторного завода. Октябрьский округ.
49. Шаймерденов, Жамалбек, председатель исполкома Чимкентского областного Совета народных депутатов. Карл-Маркский округ.
50. Шестаков, Георгий Михайлович, заведующий отделом пропаганды и агитации ЦК Компартии Казахстана. Туркестанский железнодорожный округ.